# Braunschweiggasse metróállomás
Braunschweiggasse egy metróállomás Bécsben a bécsi metró U4-es vonalán.

## Szomszédos állomások
A metróállomáshoz az alábbi állomások vannak a legközelebb:
- Hietzing
- Unter St. Veit

## Átszállási kapcsolatok
| U4 (Heiligenstadt ↔ Hütteldorf) |                        |                         |
| Állomás                         | Átszállási kapcsolatok | Fontosabb létesítmények |
| Braunschweiggasse               |                        |                         |